# Rendhagyó történetek
A Rendhagyó történetek 1970-ben bemutatott magyar rajzfilm, amelyet Dargay Attila írt és rendezett. Az animációs játékfilm zenéjét Pethő Zsolt szerezte. A mozifilm a Pannónia Filmstúdió gyártásában készült.

## Alkotók
- Írta és rendezte: Dargay Attila
- Zenéjét szerezte: Pethő Zsolt
- Operatőr: Henrik Irén, Kiss Bea
- Hangmérnök: Bársony Péter
- Vágó: Czipauer János
- Tervezte: Sajdik Ferenc
- Rajzolták: Agócs Zsuzsa, Fülöp Márta, Révész Gabriella, Tóth Sarolta
- Gyártásvezető: Kunz Román

Készítette a Pannónia Filmstúdió.